# Див, Жюльен
Жюльен Див (фр. Julien Dive, род. 21 мая 1985, Сен-Кантен) — французский политический деятель, член партии Республиканцы, депутат Национального собрания Франции от департамента Эна (с 2016).

## Биография
Увлекался историей, в первую очередь — Второй мировой войны. В 2008 году пришёл в политику, победив на выборах в муниципальный совет Сен-Кантена и оказавшись единственным оппозиционным депутатом. В 2012 году возглавил местное отделение молодёжной организации Союза за народное движение «Молодые популяры», которое приняло наименование L’Espérance (Надежда). В 2014 году избран мэром Сен-Кантена.
22 и 29 марта 2015 года участвовал в выборах от кантона Рибмон в совет департамента Эна, но в обоих турах остался на третьем месте, получив соответственно 25,59 % и 22,82 % голосов.
13 и 20 марта 2016 года ввиду отказа Ксавье Бертрана после избрания в региональный совет О-де-Франса от депутатского мандата во 2-м избирательном округе департамента Эна состоялись дополнительные выборы в Национальное собрание Франции, в которых Жюльен Див, представляя партию Республиканцы, победил во втором туре кандидатку Национального фронта Сильви Саллар-Мёнье с результатом 61,14 %.
18 июня 2017 года по итогам второго тура очередных парламентских выборов переизбран с результатом 64,97 % против 35,03 % у его прежней соперницы.